# 汤姆·马尔乔
汤姆·马尔乔（英語：Tom Malchow，1976年8月18日—），美国男子游泳运动员。他曾代表美国参加1996年、2000年和2004年夏季奥林匹克运动会游泳比赛，获得一枚金牌和一枚银牌。